# 極化碼
極化碼（英語：Polar code）是一種前向錯誤更正編碼方式，用於訊號傳輸。
構造的核心是通過信道極化（channel polarization）處理，在編碼側採用方法使各個子信道呈現出不同的可靠性，當碼長持續增加時，部分信道將趨向於容量近於1的完美信道（無誤碼），另一部分信道趨向於容量接近於0的純噪聲信道，選擇在容量接近於1的信道上直接傳輸信息以逼近信道容量，是首个被证明能够达到香農極限的方法。
在解碼側，極化後的信道可用簡單的逐次干擾抵消解碼的方法，以較低的複雜度獲得與最大似然解碼相近的性能。
2008年在国际信息论ISIT会议上，土耳其毕尔肯大学埃達爾·阿利坎（Erdal Arıkan）教授首次提出了這個信道极化的概念，基于该理论，他给出了人类已知的第一种能够被严格证明达到信道容量的信道编码方法，并命名为极化码。
華為2016宣布4月份率先完成中國IMT-2020（5G）推進組第一階段的空口關鍵技術驗證測試，在5G信道編碼領域全部使用極化碼。
2016年11月17日国际无线标准化机构3GPP第87次会议在美国拉斯维加斯召开，中国华为主推极化码方案，美国高通主推低密度奇偶檢查碼（LDPC）方案，法国主推Turbo2.0方案，最終控制信道採用極化碼，數據信道採用LDPC。